# Paulo Rodrigues Siqueira
Paulo Rodrigues Siquiera, detto Montanha (Rio de Janeiro, 3 aprile 1927 – Rio de Janeiro, 23 settembre 2003), è stato un cestista brasiliano.

## Carriera
Con il Brasile prese parte ai Campionati mondiali del 1950 e ai Giochi panamericani di Buenos Aires 1951.